# Illusionernas stad (film)
Illusionernas stad (The Bad and the Beautiful) är en amerikansk film från 1952 i regi av Vincente Minnelli. I huvudrollerna syns bland andra Lana Turner och Kirk Douglas.

## Handling
Jonathan Shields är Hollywoods underbarn bland regissörer och har gjort flera storfilmer det senaste decenniet. Men han har använt sig av alla medel för att slå sig fram och gjort gamla vänner till fiender:
- Skådespelerskan Georgia Lorrison, som hade ett förhållande med Shields men som han dumpade
- Regissören Fred Amiel, som blev lovad att få regissera en storfilm men som fick se sig sviken
- Manusförfattaren James Bartlow, vars frus död Jonathan Shields medverkade till

Shields har nu hamnat i svårigheter, men producenten Harry Pebble har bjudit hem dem för att få veta om de åter vill ställa upp i en av hans filmer.

## Om filmen
Filmen baseras på novellen Tribute to a bad man av George Bradshaw. Den blev nominerad till sex Oscars och vann fem stycken:
- Gloria Grahame vann priset för Bästa kvinnliga biroll
- Cedric Gibbons, Edward C. Carfagno, Edwin B. Willis och F. Keogh Gleason vann priset för Bästa scenografi
- Robert Surtees vann priset för Bästa foto
- Helen Rose vann priset för Bästa kostym
- Charles Schnee vann priset för Bästa manuskript
- Kirk Douglas nominerades i kategorin Bästa manliga skådespelare

## Rollista i urval
- Kirk Douglas - Jonathan Shields
- Lana Turner - Georgia Lorrison
- Walter Pidgeon - Harry Pebble
- Dick Powell - James Lee Bartlow
- Barry Sullivan - Fred Amiel
- Gloria Grahame - Rosemary Bartlow
- Gilbert Roland - Victor Ribero
- Leo G. Carroll - Henry Whitfield